# Дискография Криса Ри
Дискография певца, музыканта и актёра Криса Ри.

## Дискография

### Студийные альбомы
| Год  | Альбом                                                                                             | Пиковые позиции в чартах | Пиковые позиции в чартах | Пиковые позиции в чартах | Пиковые позиции в чартах | Пиковые позиции в чартах | Пиковые позиции в чартах | Пиковые позиции в чартах | Пиковые позиции в чартах | Пиковые позиции в чартах | Пиковые позиции в чартах | Сертификации | Сертификации  | Сертификации |
| Год  | Альбом                                                                                             | UK                       | AUT                      | CAN                      | FRA                      | GER                      | NLD                      | NOR                      | SWE                      | SWI                      | US                       | CAN          | UK            | US           |
| ---- | -------------------------------------------------------------------------------------------------- | ------------------------ | ------------------------ | ------------------------ | ------------------------ | ------------------------ | ------------------------ | ------------------------ | ------------------------ | ------------------------ | ------------------------ | ------------ | ------------- | ------------ |
| 1978 | Whatever Happened to Benny Santini? - Выпущен: Апрель, 1978 - Лейбл: Magnet Records                | —                        | —                        | —                        | —                        | —                        | —                        | —                        | —                        | —                        | 49                       |              |               | Золотой      |
| 1979 | Deltics - Выпущен: Март, 1979 - Лейбл: Magnet Records                                              | 54                       | —                        | —                        | —                        | —                        | —                        | —                        | —                        | —                        | —                        |              |               |              |
| 1980 | Tennis - Выпущен: Март, 1980 - Лейбл: Magnet Records                                               | 60                       | —                        | —                        | —                        | —                        | —                        | —                        | —                        | —                        | —                        |              |               |              |
| 1982 | Chris Rea - Выпущен: Февраль, 1982 - Лейбл: Magnet Records                                         | 52                       | —                        | —                        | —                        | —                        | —                        | —                        | —                        | —                        | —                        |              |               |              |
| 1983 | Water Sign - Выпущен: Март, 1983 - Лейбл: Magnet Records                                           | 64                       | —                        | —                        | —                        | 30                       | —                        | —                        | 7                        | —                        | —                        |              |               |              |
| 1984 | Wired to the Moon - Выпущен: Апрель, 1984 - Лейбл: Magnet Records                                  | 35                       | —                        | —                        | —                        | 17                       | —                        | —                        | 13                       | —                        | —                        |              |               |              |
| 1985 | Shamrock Diaries - Выпущен: Апрель, 1985 - Лейбл: Magnet Records                                   | 15                       | —                        | —                        | —                        | 12                       | —                        | 16                       | 19                       | 18                       | —                        |              | Серебряный    |              |
| 1986 | On the Beach - Выпущен: Апрель, 1986 - Лейбл: Magnet Records                                       | 12                       | 20                       | —                        | —                        | 2                        | —                        | 7                        | 11                       | 10                       | —                        |              | Платиновый    |              |
| 1987 | Dancing with Strangers - Выпущен: Сентябрь, 1987 - Лейбл: Magnet Records                           | 2                        | 13                       | —                        | —                        | 5                        | —                        | 6                        | 7                        | 7                        | —                        |              | Платиновый    |              |
| 1989 | The Road to Hell - Выпущен: Октябрь, 1989 - Лейбл: Atco Records                                    | 1                        | 2                        | —                        | —                        | 9                        | —                        | 3                        | 2                        | 6                        | 107                      | Золотой      | 6x Платиновый |              |
| 1991 | Auberge - Выпущен: Февраль, 1991 - Лейбл: EastWest Records                                         | 1                        | 5                        | —                        | —                        | 1                        | —                        | 3                        | 5                        | 2                        | 176                      |              | 2x Платиновый |              |
| 1992 | God’s Great Banana Skin - Выпущен: Октябрь, 1992 - Лейбл: EastWest Records                         | 4                        | 26                       | —                        | —                        | 16                       | 100                      | 14                       | 18                       | 16                       | —                        |              | Платиновый    |              |
| 1993 | Espresso Logic - Выпущен: Ноябрь, 1993 - Лейбл: EastWest Records                                   | 8                        | 16                       | —                        | —                        | 14                       | 46                       | —                        | 29                       | 24                       | —                        |              | Серебряный    |              |
| 1998 | The Blue Cafe - Выпущен: Февраль, 1998 - Лейбл: EastWest Records                                   | 10                       | 20                       | —                        | 43                       | 7                        | 32                       | 32                       | 43                       | 28                       | —                        |              | Серебряный    |              |
| 1999 | The Road to Hell: Part 2 - Выпущен: Ноябрь, 1999 - Лейбл: EastWest Records                         | 54                       | —                        | —                        | —                        | 16                       | —                        | —                        | —                        | 96                       | —                        |              | Серебряный    |              |
| 2000 | King of the Beach - Выпущен: Октябрь 2, 2000 - Лейбл: EastWest Records                             | 26                       | 13                       | —                        | —                        | 11                       | —                        | —                        | —                        | 29                       | —                        |              |               |              |
| 2002 | Dancing Down the Stony Road - Выпущен: Сентябрь, 2002 - Лейбл: Jazzee Blue / Edel                  | 14                       | 18                       | —                        | 115                      | 11                       | 21                       | —                        | 29                       | 28                       | —                        |              | Золотой       |              |
| 2003 | Blue Street (Five Guitars) - Выпущен: Июль 28, 2003 - Лейбл: Jazzee Blue                           | 179                      | —                        | —                        | —                        | —                        | —                        | —                        | —                        | —                        | —                        |              |               |              |
| 2003 | Hofner Blue Notes - Выпущен: Июль 28, 2003 - Лейбл: Jazzee Blue                                    | —                        | —                        | —                        | —                        | —                        | —                        | —                        | —                        | —                        | —                        |              |               |              |
| 2004 | The Blue Jukebox - Выпущен: Март, 2004 - Лейбл: Jazzee Blue                                        | 27                       | 41                       | —                        | 133                      | 30                       | 32                       | —                        | —                        | 49                       | —                        |              |               |              |
| 2005 | Blue Guitars - Выпущен: Октябрь, 2005 - Лейбл: Ear Books / Edel                                    | 85                       | —                        | —                        | 180                      | —                        | 29                       | —                        | —                        | —                        | —                        |              |               |              |
| 2008 | The Return of the Fabulous Hofner Blue Notes - Выпущен: Февраль 10, 2008 - Лейбл: Ear Books / Edel | —                        | —                        | —                        | —                        | —                        | —                        | —                        | —                        | —                        | —                        |              |               |              |
| 2011 | Santo Spirito Blues - Выпущен: 2011 - Лейбл: Rhino                                                 | —                        | —                        | —                        | —                        | —                        | —                        | —                        | —                        | —                        | —                        |              |               |              |

### Концертные альбомы
| Год  | Альбом                                                                     | Пиковые позиции в чартах | Пиковые позиции в чартах | Пиковые позиции в чартах | Пиковые позиции в чартах | Пиковые позиции в чартах | Пиковые позиции в чартах | Пиковые позиции в чартах | Пиковые позиции в чартах | Пиковые позиции в чартах | Пиковые позиции в чартах | Сертификации | Сертификации | Сертификации |
| Год  | Альбом                                                                     | UK                       | AUT                      | CAN                      | FRA                      | GER                      | NLD                      | NOR                      | SWE                      | SWI                      | US                       | CAN          | UK           | US           |
| ---- | -------------------------------------------------------------------------- | ------------------------ | ------------------------ | ------------------------ | ------------------------ | ------------------------ | ------------------------ | ------------------------ | ------------------------ | ------------------------ | ------------------------ | ------------ | ------------ | ------------ |
| 2006 | The Road to Hell and Back - Выпущен: Декабрь, 2002 - Лейбл: Magnet Records | 34                       | —                        | —                        | —                        | 18                       | 76                       | —                        | —                        | —                        | —                        |              |              |              |
| 2007 | Farewell Tour Road to Hell - Выпущен: Июнь, 2008 - Лейбл: Magnet Records   | —                        | —                        | —                        | —                        | —                        | —                        | —                        | —                        | —                        | —                        |              |              |              |

### Сборники
| Год  | Альбом                                                                                | Пиковые позиции в чартах | Пиковые позиции в чартах | Пиковые позиции в чартах | Пиковые позиции в чартах | Пиковые позиции в чартах | Пиковые позиции в чартах | Пиковые позиции в чартах | Пиковые позиции в чартах | Пиковые позиции в чартах | Пиковые позиции в чартах | Сертификации | Сертификации  | Сертификации |
| Год  | Альбом                                                                                | UK                       | AUT                      | CAN                      | FRA                      | GER                      | NLD                      | NOR                      | SWE                      | SWI                      | US                       | CAN          | UK            | US           |
| ---- | ------------------------------------------------------------------------------------- | ------------------------ | ------------------------ | ------------------------ | ------------------------ | ------------------------ | ------------------------ | ------------------------ | ------------------------ | ------------------------ | ------------------------ | ------------ | ------------- | ------------ |
| 1986 | Herzklopfen (Germany only) - Выпущен: 1986 - Лейбл: Polystar                          | —                        | —                        | —                        | —                        | ?                        | —                        | —                        | —                        | —                        | —                        |              |               |              |
| 1988 | New Light Through Old Windows - Выпущен: - Лейбл:                                     | 5                        | 7                        | —                        | —                        | 9                        | —                        | 15                       | 29                       | 24                       | 92                       |              | 3x Платиновый |              |
| 1994 | The Best of Chris Rea - Выпущен: - Лейбл:                                             | 3                        | —                        | —                        | —                        | 4                        | 35                       | 7                        | 7                        | 6                        | —                        |              | Платиновый    |              |
| 2001 | The Very Best of Chris Rea - Выпущен: - Лейбл:                                        | 69                       | —                        | —                        | 5                        | 60                       | —                        | 16                       | —                        | —                        | —                        |              | Золотой       |              |
| 2005 | Heartbeats - Выпущен: - Лейбл:                                                        | 24                       | —                        | —                        | 35                       | —                        | —                        | —                        | —                        | 54                       | —                        |              | Серебряный    |              |
| 2006 | The Platinum Collection - Выпущен: - Лейбл:                                           | 30                       | —                        | —                        | —                        | —                        | —                        | —                        | —                        | —                        | —                        |              |               |              |
| 2007 | The Ultimate Collection 1978—2000 - Выпущен: - Лейбл:                                 | —                        | —                        | —                        | —                        | —                        | —                        | —                        | —                        | —                        | —                        |              |               |              |
| 2007 | The Works - Выпущен: - Лейбл:                                                         | —                        | —                        | —                        | —                        | —                        | —                        | —                        | —                        | —                        | —                        |              |               |              |
| 2008 | Fool (If You Think It’s Over) - Выпущен: - Лейбл:                                     | —                        | —                        | —                        | —                        | 98                       | —                        | —                        | —                        | 98                       | —                        |              |               |              |
| 2009 | Still So Far To Go — The Best Of Chris Rea - Выпущен: 5 Октября 2009 - Лейбл:Rhino UK | 8                        | —                        | —                        | —                        | —                        | —                        | —                        | —                        | —                        | —                        |              |               |              |

### Саундтреки
| Год  | Альбом                                                         | Пиковые позиции в чартах | Пиковые позиции в чартах | Пиковые позиции в чартах | Пиковые позиции в чартах | Пиковые позиции в чартах | Пиковые позиции в чартах | Пиковые позиции в чартах | Пиковые позиции в чартах | Пиковые позиции в чартах | Пиковые позиции в чартах | Сертификации | Сертификации | Сертификации |
| Год  | Альбом                                                         | UK                       | AUT                      | CAN                      | FRA                      | GER                      | NLD                      | NOR                      | SWE                      | SWI                      | US                       | CAN          | UK           | US           |
| ---- | -------------------------------------------------------------- | ------------------------ | ------------------------ | ------------------------ | ------------------------ | ------------------------ | ------------------------ | ------------------------ | ------------------------ | ------------------------ | ------------------------ | ------------ | ------------ | ------------ |
| 1996 | La Passione - Выпущен: April 2, 1996 - Лейбл: EastWest Records | 43                       | 44                       | —                        | —                        | 60                       | —                        | —                        | —                        | —                        | —                        |              | Серебряный   |              |

### Синглы
| Год  | Сингл                                                 | Пиковые позиции в чартах | Пиковые позиции в чартах | Пиковые позиции в чартах | Пиковые позиции в чартах | Пиковые позиции в чартах |
| Год  | Сингл                                                 | UK                       | FRA                      | GER                      | IRL                      | US                       |
| ---- | ----------------------------------------------------- | ------------------------ | ------------------------ | ------------------------ | ------------------------ | ------------------------ |
| 1974 | So Much Love                                          | —                        | —                        | —                        | —                        | —                        |
| 1978 | Fool (If You Think It's Over)                         | 30                       | —                        | —                        | —                        | 12, 1                    |
| 1978 | Whatever Happened to Benny Santini?                   | —                        | —                        | —                        | —                        | 71                       |
| 1979 | Diamonds                                              | 44                       | —                        | —                        | —                        | 44                       |
| 1979 | Raincoat and a Rose                                   | —                        | —                        | —                        | —                        | —                        |
| 1980 | Tennis                                                | —                        | —                        | —                        | —                        | —                        |
| 1980 | Dancing Girls                                         | —                        | —                        | —                        | —                        | —                        |
| 1982 | Loving You                                            | 65                       | —                        | —                        | —                        | 88                       |
| 1982 | Every Beat of My Heart                                | —                        | —                        | —                        | —                        | —                        |
| 1983 | Let It Loose                                          | 85                       | —                        | —                        | —                        | —                        |
| 1983 | I Can Hear Your Heartbeat                             | 60                       | —                        | —                        | 14                       | —                        |
| 1983 | Hey You                                               | —                        | —                        | —                        | 12                       | —                        |
| 1983 | Love’s Strange Ways                                   | —                        | —                        | —                        | —                        | —                        |
| 1984 | I Don’t Know What It Is But I Love It                 | 65                       | —                        | —                        | 23                       | —                        |
| 1984 | Bombollini                                            | —                        | —                        | —                        | 21                       | —                        |
| 1984 | Touche D’Amour                                        | 86                       | —                        | 46                       | —                        | —                        |
| 1984 | Ace Of Hearts                                         | 79                       | —                        | —                        | 26                       | —                        |
| 1985 | Stainsby Girls                                        | 26                       | —                        | —                        | 10                       | —                        |
| 1985 | Josephine                                             | 67                       | 7                        | 31                       | 23                       | —                        |
| 1985 | Ace of Hearts (переиздание)                           | 78                       | —                        | —                        | —                        | —                        |
| 1986 | It’s All Gone                                         | 69                       | —                        | —                        | 14                       | —                        |
| 1986 | On the Beach                                          | 57                       | 48                       | —                        | —                        | —                        |
| 1986 | Hello Friend (перезапись)                             | 79                       | —                        | —                        | —                        | —                        |
| 1987 | Let’s Dance"                                          | 12                       | —                        | 19                       | 5                        | 81                       |
| 1987 | Loving You Again                                      | 47                       | —                        | 43                       | 25                       | —                        |
| 1987 | Joys of Christmas                                     | 67                       | —                        | —                        | —                        | —                        |
| 1988 | Que Sera (перезапись)                                 | 73                       | —                        | 71                       | —                        | —                        |
| 1988 | On the Beach (лето 1988, перезапись)                  | 12                       | —                        | —                        | 18                       | 9                        |
| 1988 | I Can Hear Your Heartbeat (перезапись)                | 74                       | —                        | —                        | 26                       | —                        |
| 1988 | Driving Home for Christmas                            | 53, 33                   | —                        | —                        | 28                       | —                        |
| 1989 | Working on It                                         | 53                       | —                        | —                        | —                        | 73, 1                    |
| 1989 | The Road to Hell                                      | 10                       | 30                       | 35                       | 11                       | —                        |
| 1989 | That’s What They Always Say                           | 83                       | 35                       | —                        | —                        | —                        |
| 1990 | Tell Me There’s a Heaven                              | 24                       | —                        | —                        | 20                       | —                        |
| 1990 | Texas                                                 | 69                       | —                        | —                        | —                        | —                        |
| 1991 | Auberge                                               | 16                       | 46                       | 20                       | 8                        | —                        |
| 1991 | Heaven                                                | 57                       | —                        | 94                       | 30                       | —                        |
| 1991 | Looking for the Summer                                | 49                       | —                        | 51                       | —                        | —                        |
| 1991 | Winter Song                                           | 27                       | —                        | —                        | 30                       | —                        |
| 1992 | Nothing To Fear                                       | 16                       | —                        | —                        | —                        | —                        |
| 1992 | God’s Great Banana Skin                               | 31                       | —                        | 59                       | —                        | —                        |
| 1993 | Soft Top Hard Shoulder                                | 53                       | —                        | 54                       | —                        | —                        |
| 1993 | Too Much Pride (перезапись)                           | ??                       | —                        | —                        | —                        | —                        |
| 1993 | Julia                                                 | 18                       | —                        | —                        | 40                       | —                        |
| 1993 | Espresso Logic                                        | —                        | —                        | —                        | —                        | —                        |
| 1994 | Johnny Needs a Fast Car                               | —                        | ??                       | —                        | —                        | —                        |
| 1994 | You Can Go Your Own Way                               | 28                       | —                        | —                        | —                        | —                        |
| 1994 | Tell Me There’s a Heaven (переиздание)                | 70                       | —                        | —                        | —                        | —                        |
| 1996 | Girl in a Sports Car                                  | —                        | —                        | —                        | —                        | —                        |
| 1996 | 'Disco' La Passione (вместе с Ширли Бэсси)            | 41                       | —                        | —                        | —                        | —                        |
| 1997 | Only to Fly                                           | —                        | —                        | ??                       | —                        | —                        |
| 1997 | Girl in a Sportcar                                    | —                        | —                        | 91                       | —                        | —                        |
| 1997 | Let’s Dance (вместе с ФК Мидлсбро и Бобом Мортимером) | 44                       | —                        | —                        | —                        | —                        |
| 1997 | The Blue Café                                         | —                        | —                        | 53                       | —                        | —                        |
| 1998 | Square Peg, Round Hole                                | —                        | —                        | —                        | —                        | —                        |
| 1998 | Sweet Summer Day                                      | —                        | —                        | 71                       | —                        | —                        |
| 1998 | Thinking of you                                       | —                        | —                        | 91                       | —                        | —                        |
| 1999 | New Times Square                                      | —                        | —                        | ??                       | —                        | —                        |
| 2000 | All Summer Long                                       | —                        | —                        | —                        | —                        | —                        |
| 2001 | Who Do You Love?                                      | —                        | —                        | —                        | —                        | —                        |
| 2003 | Driving Home for Christmas                            | —                        | —                        | 73                       | —                        | —                        |
| 2007 | Driving Home for Christmas                            | 33                       | —                        | —                        | 33                       | —                        |
| 2009 | Come So Far, Yet Still So Far To Go                   | —                        | —                        | —                        | —                        | —                        |
| 2009 | Valentino                                             | —                        | —                        | —                        | —                        | —                        |
| Год  | Сингл                                                 | UK                       | FRA                      | GER                      | IRL                      | US                       |
| Год  | Сингл                                                 | Пиковые позиции в чартах |                          |                          |                          |                          |

## Видеография

### Видео
- 1999 — Parting Shots
- 2002 — Dancing Down the Stony Road
- 2006 — The Road to Hell & Back